# Rukmini Devi Arundale
Rukmini Devi Arundale z domu Shastri (ur. 29 lutego 1904 w Madurai w Tamillnadu, zm. 24 lutego 1986 w Ćennaju) – indyjska teozofka, tancerka oraz choreografka indyjskiego tańca klasycznego bharatanatjam; działaczka na rzecz dobrostanu zwierząt. Była pierwszą kobietą w historii Indii wybraną do Rajya Sabha, izby wyższej Parlamentu Indii. Najważniejsza działaczka odrodzenia Bharatanatjam z jego pierwotnego stylu sadhir dominującego wśród tancerzy świątynnych, Devadasis. Pracowała również na rzecz przywrócenia tradycyjnej indyjskiej sztuki i rzemiosła. Rukmini Devi pojawia się na liście 100 osób, które ukształtowały Indie. W 1956 została ona odznaczona nagrodą Padma Bhushan, a w 1967 Sangeet Natak Akademi Fellowship. 

## Życiorys
Rukmini Devi urodziła się w bramińskiej rodzinie. Jej ojciec Neelakanta Shastri był inżynierem w Departamencie Robót Publicznych i uczonym, a matka Seshammal była entuzjastką muzyki. Rodzina często się przeprowadzała. Jako zwolennik Annie Besant, Neelakanta Shastri po przejściu na emeryturę przeniósł się do Adyar w Ćennaj, gdzie zbudował swój dom w pobliżu siedziby Towarzystwa Teozoficznego Adyar. To tutaj młoda Rukmini została wystawiona nie tylko na myśl teozoficzną, ale także na nowe idee dotyczące kultury, teatru, muzyki i tańca. Jej spotkanie z wybitnym brytyjskim teozofem dr. George’em Arundale’em, bliskim współpracownikiem Annie Besnt, a później dyrektorem Central Hindu College w Varnasi, doprowadziło do zbudowania trwałej więzi. Pobrali się w 1920 roku, gdy Rukmini miała 16 lat. Mąż był od niej 26 lat starszy, co było szokiem dla ówczesnego konserwatywnego społeczeństwa.
Po ślubie Rukmini podróżowała po świecie, spotykając się z innymi teozofami. Nawiązała przyjaźnie z nauczycielką Marią Montessori i poetą Jamesem Cousinsem. W 1923 została przewodniczącą Ogólnoindyjskiej Federacji Młodych Teozofów, a w 1925 przewodniczącą Światowej Federacji Młodych Teozofów.
W 1928 słynna rosyjska balerina Anna Pawłowa odwiedziła Bombaj, a małżonkowie Arundale udali się na jej występ. Następnie tym samym statkiem popłynęli do Australii. W trakcie podróży kobiety zaprzyjaźniły się i wkrótce Rukmini Devi zaczęła uczyć się tańca od jednej z czołowych tancerek Anny, Cleo Nordi. Później, na prośbę Anny, Rukmini Devi zwróciła uwagę na odkrywanie klasycznych indyjskich form tańca.
W 1933 na corocznej konferencji Akademii Muzycznej w Madrasie Rukmini po raz pierwszy zobaczyła występ w stylu tanecznym zwanym sadhir. Uczyła się tańca od Mylapore Gowri Ammy, a potem od E Krishny Lyera z Pandanallur Meenakshi Sundaram Pillai. W 1935 Rukmini Devi wystąpiła publicznie na Diamentowym Zjeździe Towarzystwa Teozoficznego. 

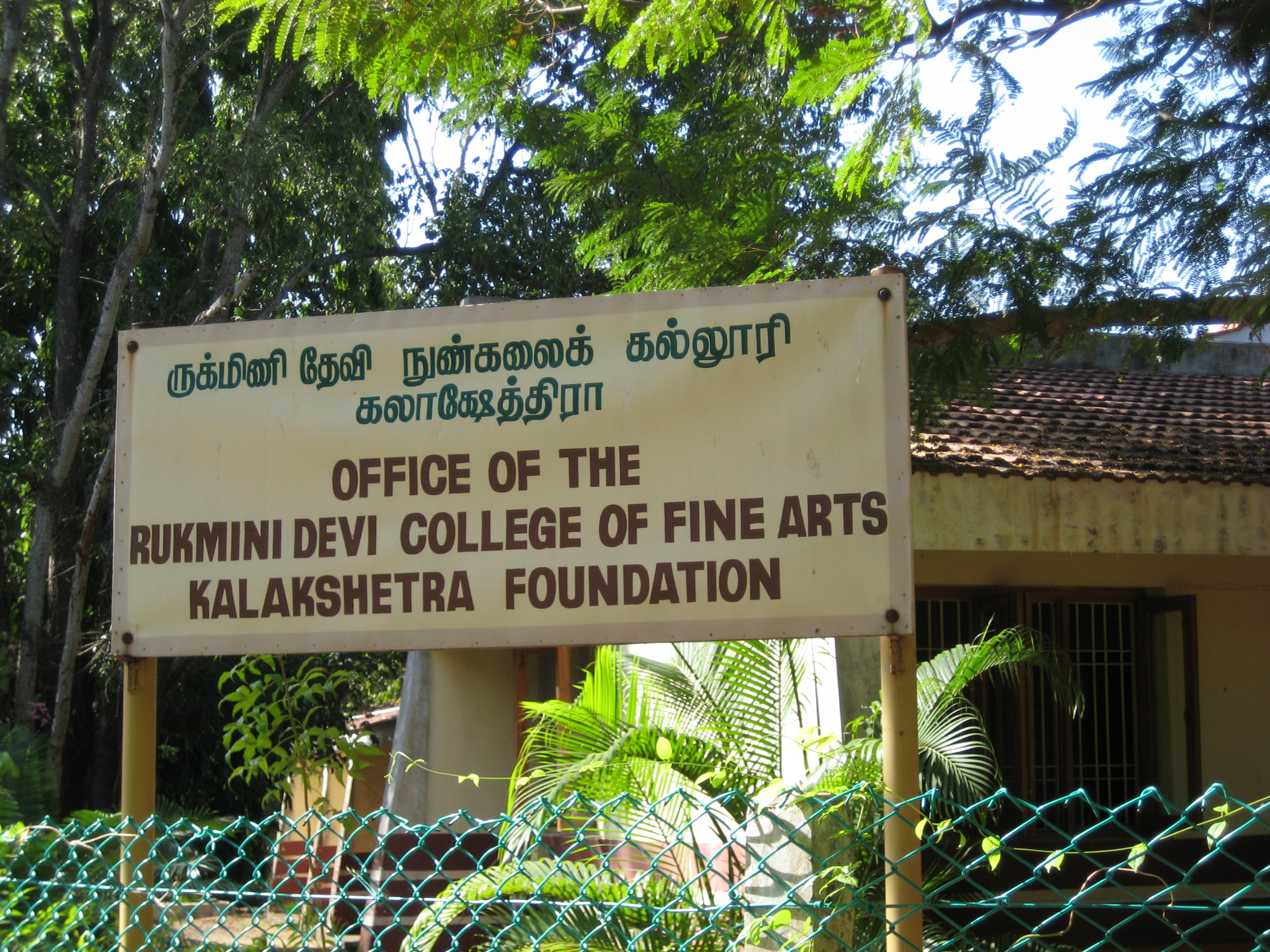
Biuro Akademii Kalakshetra w Besant Nagar

W styczniu 1936 wraz z mężem założyła Kalakshetra, czyli akademię tańca i muzyki zbudowaną wokół starożytnego indyjskiego systemu Gurukul w Adyar w Ćennaju. Obecnie akademia jest uznawana za uniwersytet. Jej absolwentką jest m.in. Yamini Krishnamurthy. 
Pierwotnie znany jako sadhir (tamil: சதிராட்டடம்), bharatanatyam zawdzięcza swoją obecną nazwę E. Krishnie Iyer i Rukmini Devi Arundale, którzy odegrali kluczową rolę w modyfikacji stylu pandanallur oaz usunięciu obcych naleciałości i elementów erotycznych z tańca. Arundale zmieniła oblicze tańca, wprowadzając do występów instrumenty muzyczne, np. skrzypce, scenografię i oświetlenie, innowacyjne kostiumy i biżuterię inspirowaną rzeźbami świątynnymi. Rukmini Devi w poszukiwaniu inspiracji zwracała się do wybitnych uczonych, klasycznych muzyków i artystów. Rezultatem współpracy było stworzenie pionierskich dramatów tanecznych opartych na hinduskich eposach, takich jak Ramayana Valmiki i Gita Govinda Jayadevy.
Rukmini Devi została członkinią Rady Państw (Rajya Sabha) w kwietniu 1952. Ponownie została wybrana w 1956 roku. Była pierwszą Hinduską w Rajya Sabha. Interesowała się dobrostanem zwierząt, była związana z różnymi organizacjami humanitarnymi, a jako członkini Rajya Sabha przyczyniła się do uchwalenia ustawy o zapobieganiu okrucieństwu wobec zwierząt i utworzenia w 1962 Animal Welfare Board of India. Przewodniczyła radzie. W zarządzie działała do śmierci.
Promowała w Indiach wegetarianizm. Od 1955 do śmierci była wiceprzewodniczącą Międzynarodowej Unii Wegetariańskiej.
W 1977 Morarji Desai zaproponował jej nominację na prezydentkę Indii, którą odrzuciła.
W 1978 w Kalakshetrze założono „Centrum Kalamkari”, aby ożywić starożytne indyjskie rzemiosło druku tekstylnego. Rukmini Devi, zachęcona przez Kamaladevi Chattopadhyay, agitowała na rzecz naturalnego barwienia i tkania.

## Dziedzictwo

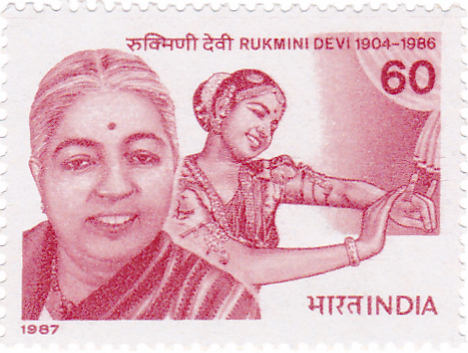
Rukmini Devi w 1987 na znaczku pocztowym

W styczniu 1994 Indyjski parlament uznał Fundację Kalakshetra za placówkę o znaczeniu narodowym.
W roku setnej rocznicy jej urodzin na całym świecie organizowano uroczystości, w tym wykłady, seminaria i festiwale. W Galerii Lalit Kala w Nowym Delhi otwarto wystawę fotograficzną poświęconą jej życiu. Sunil Kothari opublikował biografię artystki z przedmową byłego prezydenta R Venkataramana.
W 2016 Google uhonorowało Rukmini Devi w jej 112. urodziny za pomocą Doodle. Z okazji 80 rocznicy powstania Fundacji Kalakshetra,odbył się festiwal muzyki i tańca „Remembering Rukmini Devi”. W 2017 Rukmini została upamiętniona w Google Doodle z okazji Międzynarodowego Dnia Kobiet.

## Nagrody i wyróżnienia
- Padma Bhushan (1956)
- Sangeet Natak Akademi Award (1957)
- Desikothama (1972), Viswa Bharati University
- 1967 Sangeet Natak Akademi Fellowship
- Prani Mitra (1968), Friend of All Animals (Animal Welfare Board of India)
- Kalidas Samman (1984), Govt of Madhya Pradesh
- doktorat honoris causa, Indira Kala Sangit Vishwavidyalaya, Khairagarh, Chhattisgarh
- Queen Victoria Silver Medal, Royal Society for the Prevention of Cruelty to Animals, London
- Addition to the roll of honour by The World Federation for the Protection of Animals, Haga
- doktorat honorowy, Wayne State University, USA
- Scrolls of Honour, County and City of Los Angeles